# Beausoleil, Alpes-Maritimes
Beausoleil (Occitan: Bèusoleu [ˌbɛwsuˈlew] "Beautiful Sun") là một xã ở tỉnh Alpes-Maritimes, vùng Provence-Alpes-Côte d’Azur ở đông nam nước Pháp.

## Dân số
| 1962 | 1968   | 1975   | 1982   | 1990   | 1999   |
| ---- | ------ | ------ | ------ | ------ | ------ |
|      | 14.144 | 12.208 | 11.664 | 12.326 | 12.775 |